# Jaroslav Benák
Jaroslav Benák, född 3 april 1962 i Havlíčkův Brod, är en före detta tjeckoslovakisk ishockeyspelare.
Han blev olympisk silvermedaljör i ishockey vid vinterspelen 1984 i Sarajevo.